# Стрільська сільська рада
Стрільська сільська́ ра́да — колишній орган місцевого самоврядування в Сарненському районі Рівненської області. Адміністративний центр — село Стрільськ.

## Загальні відомості
- Стрільська сільська рада утворена в 1650 році.
- Територія ради: 76,895 км²
- Населення ради: 2 533 особи (станом на 2001 рік)
- Територією ради протікає річка Случ.

## Населені пункти
Сільській раді підпорядковані населені пункти:
- с. Стрільськ
- с. Маслопуща

## Склад ради
Рада складається з 16 депутатів та голови.
- Голова ради: Гега Ганна Сазонтівна
- Секретар ради: Мізюрко Ірина Петрівна

### Керівний склад попередніх скликань
| Прізвище, ім'я, по батькові | Основні відомості                                                 | Дата обрання | Дата звільнення |
| --------------------------- | ----------------------------------------------------------------- | ------------ | --------------- |
| Гега Ганна Сазонтівна       | Сільський голова, 1956 року народження, освіта вища, позапартійна | 26.03.2006   | 31.10.2010      |
| Гега Ганна Сазонтівна       | Сільський голова, 1956 року народження, освіта вища, позапартійна | 31.10.2010   |                 |

Примітка: таблиця складена за даними сайту Верховної Ради України